# Kvidinge
Kvidinge is een plaats in de gemeente Åstorp in het Zweedse landschap Skåne en de provincie Skåne län. De plaats heeft 1796 inwoners (2005) en een oppervlakte van 151 hectare.
Kvidinge wordt omringd door landbouwgrond, maar iets ten zuiden van de plaats liggen de beboste uitlopers van de heuvelrug Söderåsen. De afstand tot de plaats Åstorp bedraagt zo'n vijf kilometer. Er zijn onder andere een openluchtzwembad en een camping in het dorp te vinden.
Bij de plaats op Kvidinge hed stierf in 1810 Christiaan August van Sleeswijk-Holstein-Sonderburg-Augustenburg kroonprins van Zweden. Kvidinge hed was tijdens de 19de eeuw het oefenterrein voor het regiment Norra skånska kavalleriregementet. Vandaag de dag staat hier het monument Monumentet i Kvidinge, dit om Christiaan August te herdenken. Ook ligt het slot Tomarp Kungsgård bij de plaats, dit kasteel stamt uit de 14de eeuw. Ook ligt het uit 1729 afkomstige ziekenhuis Gyllenbielska Hospitalet in Kvidinge.

## Verkeer en vervoer
Bij de plaats loopt de Riksväg 21. Ook loopt de spoorlijn Kristianstad - Helsingborg door het dorp.
Åstorp · Hyllinge · Kvidinge